# 军屯镇 (成都市)
军屯镇，是中华人民共和国四川省成都市新都区下辖的一个乡镇级行政单位。於2019年12月，撤销新民镇，将其所属行政区域划归军屯镇管辖，地址為军屯镇人民政府驻金府路88号。

## 行政区划
军屯镇下辖以下地区：
文昌社区、升平社区、深水社区、东岳村、雷大村、静平村、五灵村、白碾村和郭家村。